# 叶顺兴
叶顺兴，SBS，MH，JP（1953年—），汉族，中华人民共和国政治人物、第十一届全国政协委员，民建聯創會會員、屯門區議會前任議員。

## 生平
担任香港妇女发展联会主席。2008年，当选第十一届全国政协委员，代表中华全国妇女联合会，分入第二十组。2014年成為「保普選反佔中大聯盟」執行委員會成員。2018年1月，当选第十三届全国政协委员。